# Петрушин
Петру́шин — село в Україні, у Киселівській сільській громаді Чернігівського району Чернігівської області. Населення становить 741 осіб. До 2020 орган місцевого самоврядування — Петрушинська сільська рада.

## Історична довідка
«Положение имеет от Чернигова на восточной стороне, по проселочной дороге, от пахотного поля на искатистых местах, у середине коего небольшой яр, которым от снегу и дождей протекает вода». 
З часів Київської Русі дещо північніше Петрушина існувало поселення («Селище»), яке, очевидно, знаходилося на правому березі притоки Замглаю Оскривки (нині — ледь жевріючий канал, який місцеві жителі називають «Джерело»). Поселення пережило монгольську навалу, оскільки археологічні розвідки чітко фіксують матеріал ХІІІ-XVI століть. Імовірно, запустіло в період перебування в складі Московії на початку XVII ст.
В 1625 р. за універсалом Сигізмунда ІІІ петрушинська земля увійшла до володінь Чернігівського магістрату. Внаслідок колонізаційної активності чернігівських міщан, село відродилось наприкінці 1620-х рр., але вже під сучасною назвою (родина засновників Петруш (Петрушиних), як здається, мала корені в Любечі) і як власність магістрату.
За П. Кулаковським, під час Смоленської війни (1632—1634 рр.) незначні загони московського війська (воронезькі, трубчевські і новгород-сіверські частини) влітку 1633 р. вирушили у напрямку Чернігова. Біля річки Снов назустріч їм вийшло польсько-козацьке військо на чолі з Шафраном, Гацеєвичем, Олександром Розсудовським, Почеповським та Волком, а битва між супротивниками відбулася «в селі Петрушкіно, за сім верст від Чернігова». Ідентифікація «Петрушкіна» з Петрушином не видається беззаперечною: викликають сумніви і версти (в ті часи село знаходилось за 20 км від Чернігова), і важкопрохідне болото Замглай, яке мало здолати московське військо на шляху до Петрушина. З іншого боку, головні події явно розгорталися десь у цьому регіоні, оскільки пізніше основні сили Московщини рухались на Чернігів через переправу в районі Клочкова, від якого до Петрушина по прямій кілометрів 15. А прохід серед боліт могли вказати місцеві жителі.
Підтвердні універсали і грамоти Чернігівському магістрату на село Петрушин: гетьманів Івана Самойловича (13.07.1672), Івана Мазепи (17.09.1687), царів Івана та Петра Олексійовичів (26.03.1690), гетьманів Івана Мазепи (не пізніше вересня 1703 р.), Івана Скоропадського (7.02.1709), Данила Апостола (22.06.1732).
Ратушним селом Петрушин залишався до початку XIX ст. Опісля місцеві селяни були передані у державне відомство.
Основні козацькі родини: Шихуцькі, Герасименки, Левоненки, Лобаси, Карпенки, Миненки.
Отамани: Шихуцький Семен (1697, 1707), Шихуцький Микола (1708, 1711), Шихуцький Семен (1717, 1718, 1724), Пархоменко Данило (1727), Шихуцький Микола (1729), Жемер Федір (1730), Шихуцький Микола (1730), Пархоменко Данило (1732), Левоненко Семен (1734), Пархоменко Мойсей (1736, 1737), Лобас Михайло (1738), Левоненко Терех (1740), Левоненко Семен (1741), Шихуцький Пархом (1741, 1742, 1744), Левоненко Терех (1744), Шихуцький Пархом (1745, 1746, 1747), Левоненко Семен (1749), Шихуцький Яким (1750, 1751, 1753, 1754, 1755, 1757, 1758), Шихуцький Яків (між 1748—1762), Шихуцький Яким (1760, 1761), Левоненко Семен (1763, 1764), Шихуцький Яким (1765, 1767), Биченок Ісак (1774, 1777), Лобас Наум (1780—1782).
Двори козацької старшини: хорунжого сотенного Стефана Шихуцького (1747, 1750, 1755, 1767), хорунжого артилерійського Якова Шихуцького (1741, 1747, 1750, 1755, 1767).
Церква Різдва Богородиці (XVII ст.). У 1767 р. — «деревянная, новая…, зъ еднимъ престоломъ, без огради. При оной колоколня деревянная, новая».
Школа (1732, 1740 — «въ оной дячокъ», 1741, 1747, 1750, 1755, 1767 — «школная изба, въ оной живетъ дякъ», 1772 — «дячокъ и пономаръ живутъ въ школе, состоящей на церковной земле»).
Шпиталь (1732, 1740 — «въ ономъ старецъ слепій», 1741, 1747, 1750, 1755).
Шинки: полковника чернігівського (1736, 1740), хорунжого сотенного Стефана Шихуцького (1741), хорунжого артилерійського Якова Шихуцького (1741), магістрата чернігівського (1750).
Власники посполитих у 1781 р.: магістрат чернігівський (79 дворів), полковник чернігівський Петро Милорадович (6 дворів). За ревізією 1782 р. у Петрушині мешкало козаків: виборних — 98 осіб чоловічої статі і 108 жіночої, підпомічників — відповідно 102 і 108, старшинських дітей — 13 і 9, а також артилерійських служителів — 10 і 8, артилерійських служителів понад розклад — 13 і 9, рангових підданих — 22 і 21.
У 1785 році чернігівський магістрат реорганізований у міську думу. Ще декілька десятиліть Петрушин належав місту, після чого посполиті отримали статус державних селян. В селі і надалі зберігався відносний кількісний паритет між селянами та козаками.
XIX століття — епоха тяжкої праці селян на панській землі, панування кріпосних відносин. Були свої пани і в Петрушині, хоча відгукуються про них досить тепло. Першими серед них були представники козацько-старшинської родини Шихуцьких. Засновником роду вважають Степана Шихуцького, ройського сотника (1681 р., у Петрушині оселився, імовірно, в 1670-х рр.), лінія якого отримала дворянське звання після ліквідації козаччини.
У XIX ст. родина Шихуцьких роздрібнилася. Вони, як і інші дворяни, мали незначні земельні володіння і лише декілька кріпосних, яких, як правило, привозили в село зі сторони. Наприклад, Кисловці раніше були ранговими селянами чернігівських полковників, а Юди потрапили в Петрушин із Сибережі, як спадок одної з дочок Марковича, що вийшла заміж за Шихуцького. Питинські та Бентеги, за легендами, куплені Шихуцькими в Польщі. В середині позаминулого століття хтось із їх роду заснував край села невеликий хутір (частина сучасної вулиці Чернігівської, що веде до ферми), оселивши там кілька селянських сімей. З часом поселення злилося з селом, але цей куток і нині прозивають хутором.
Загалом село було досить великим (близько 400 дворів), і тому не дивно, що в середині XIX століття, наряду з Шихуцькими, зустрічаємо прізвища також інших власників: Савичі, Сенюти-Радичі, Блохіни, Будашевські, Вакуловські, Скугар-Скварські, Рашки, Герасимови, Карпинські та інші. З-поміж останніх найбільш відомий Олександр Павлович (1835-початок 1880-х), стараннями якого відкрито 2-класне зразкове міністерське училище (27 квітня 1875 р.) та «Петрушинско-Черторейское ссудо-сберегательное товарищество» (1873 р., проіснувало до 1890 р.).
За даними на 1859 рік у козацькому й власницькому селі Чернігівського повіту Чернігівської губернії мешкало 1444 особи (670 чоловічої статі та 774 — жіночої), налічувалось 213 дворових господарств, існувала православна церква.
Станом на 1886 рік у колишньому державному селі Халявинської волості мешкало 1376 осіб, налічувалось 358 дворових господарств, існували православна церква, школа, 2 постоялих будинки, лавка, 19 вітряних млинів, маслобійний завод.
За переписом 1897 року кількість мешканців зросла до 2007 осіб (1019 чоловічої статі та 988 — жіночої), з яких 1987 — православної віри.
На початку ХХ ст. село переживало демографічну революцію. На той час у Петрушині налічувалося до 2300 жителів, і щороку народжувалося 80—100 дітей (щоправда, і смертність коливалася в межах 40—60, з яких половину становили малюки першого року життя). Ось як виглядало співвідношення народжених та померлих в окремі роки: 1885 р. — 100 і 65, 1897 р. — 81 і 122 (лютувала епідемія скарлатини), 1898 р. — 89 і 75, 1899 р. — 96 і 54, 1912 р. — 82 і 39, 1913 р. — 80 і 47. В 1909 році збудували нове приміщення школи, а 14 листопада 1910 освячено нове приміщення церкви з високою дзвіницею.
Революційні роки запам'ятаються петрушинцям епідеміями сибірки (1917 рік), дифтерії (1918 рік), страшною пожежею 1918 року, що виникла через дитячі пустощі з вогнем, і в якій згоріло 61 селянське господарство.
29 липня 1929 р. утворився колгосп «Червоний літак» — так починався лихий період історії. Почалось масове розкуркулення заможних селян, виселення найбільш непокірних. Церкву перетворили у зерносховище (відновила діяльність у 1942-му, у часи окупації), дзвіницю розібрали під приводом розбудови шкільного приміщення. Важкі наслідки мав Голодомор — померло майже 100 чоловік. Натомість у березні 1934-го утворився ще один колгосп — «8 Березня». У грудні 1950 р. вони об'єдналися в єдине господарство під назвою «Шлях до комунізму» (з 1993 р. — ксп «Зоря», потім ПОП «Атлант», «Успіх»).
У роки війни лінія фронту через село практично не проходила, бої точилися дещо осторонь. Німці ув'язнили і розстріляли 15 комуністів, але самі базувалися в Роїщі. Майже 150 юнаків і дівчат були змушені працювати в Німеччині. А безпосередньо на фронтах війни загинуло більше 180 петрушинців (всього мобілізовано до діючої армії більше 400).
Село було газифіковано.
Нині в Петрушині, як сто років тому, все ті ж 400 дворів. Тільки з кожним роком більшає кількість порожніх хат. Населення скоротилося втричі, смертність відчутно переважає народжуваність. Від колгоспу залишилися хіба що руїни, селяни масово стають фермерами. Щоправда, в останні роки успішно працює товариство «Агро-Інтер». Місцеву 9-річну школу (введена в дію в 1983 р.) відвідували 60 учнів. Станом на 2018 рік школа кілька років не працює, дітей возять шкільним автобусом вчитися до Чернігова.
12 червня 2020 року, відповідно до розпорядження Кабінету Міністрів України № 730-р «Про визначення адміністративних центрів та затвердження територій територіальних громад Чернігівської області», увійшло до складу Киселівської сільської громади.
19 липня 2020 року, в результаті адміністративно - територіальної реформи та ліквідації Чернігівського району, село увійшло до складу новоутвореного Чернігівського району Чернігівської області.

## Населення

### Мова
Розподіл населення за рідною мовою за даними перепису 2001 року:
| Мова       | Кількість | Відсоток |
| ---------- | --------- | -------- |
| українська | 708       | 95.55%   |
| російська  | 17        | 2.29%    |
| вірменська | 16        | 2.16%    |
| Усього     | 741       | 100%     |

## Символіка

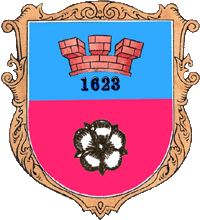
Попередній варіант герба

### Герб
Біло-зелений щит: у білому верхньому полі щита — червона міська корона, у зеленому полі щита покладені навхрест срібні рушниця дулом догори та граблі.
Білий колір символізує чистоту та шляхетність. Червона міська корона — підпорядкованість Петрушина чернігівському магістрату у 17-18 ст. Граблі — багаті сінокоси. Рушниця — багаті мисливські угіддя. Зелений колір — географічне розташування села — Полісся. Навколо щита золотий бароковий картуш, що нагадує про козацькі часи, коли село входило до складу Чернігівського полку. Над щитом золота корона з колосків символізує сільський статус цього населеного пункту

### Прапор
На квадратному білому полотнищі — червона міська корона (по центру). По краям полотнища біло-зелена лиштва. Ширина лиштви 10 %

## Транспорт
Від Олександрівки (район Чернігова) до села прокладена асфальтована дорога. Кілька разів на день до села приїжджає автобус «Чернігів-Петрушин».

## Галерея

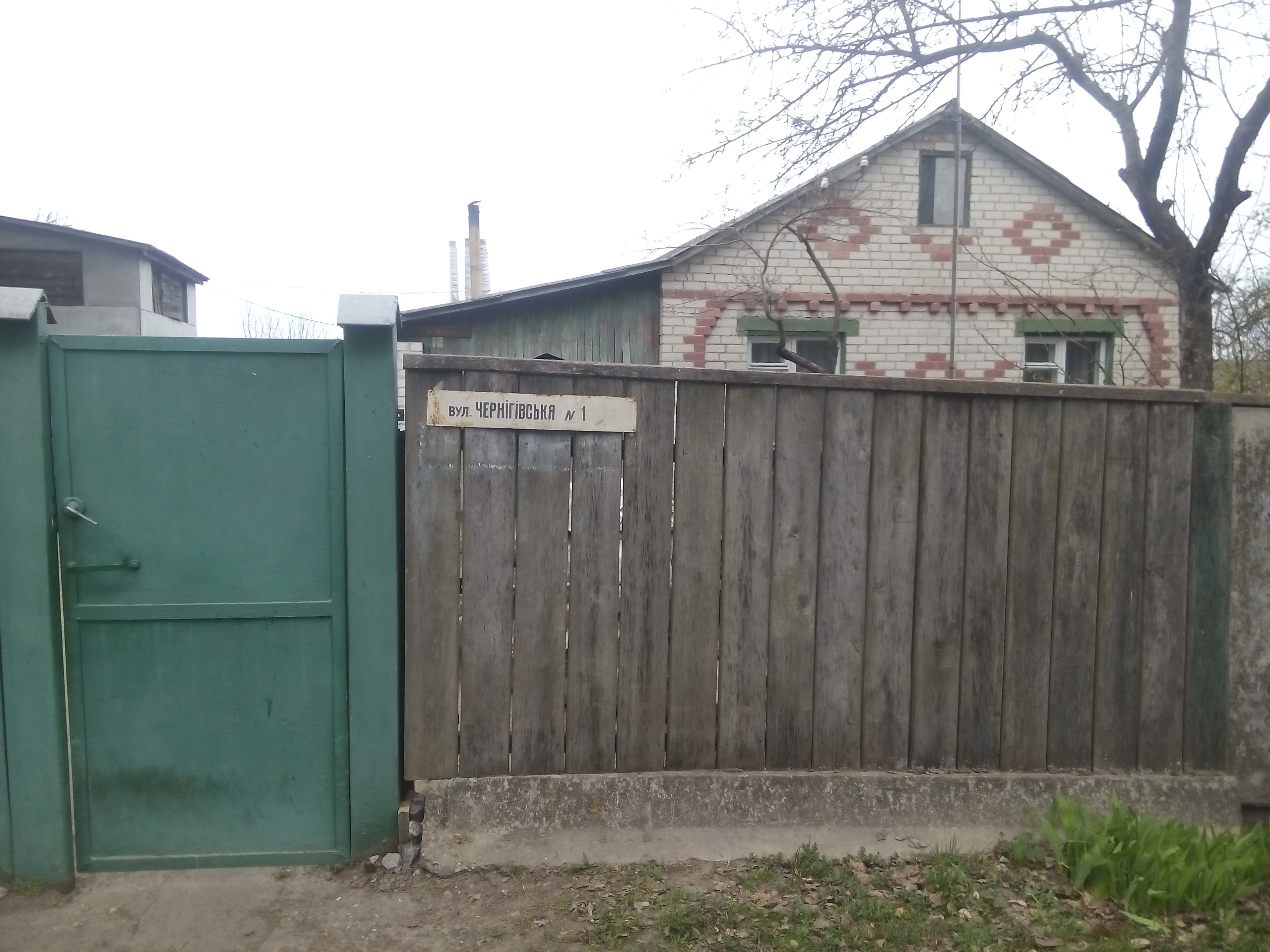
Вулиця Чернігівська 1, початок вулиці
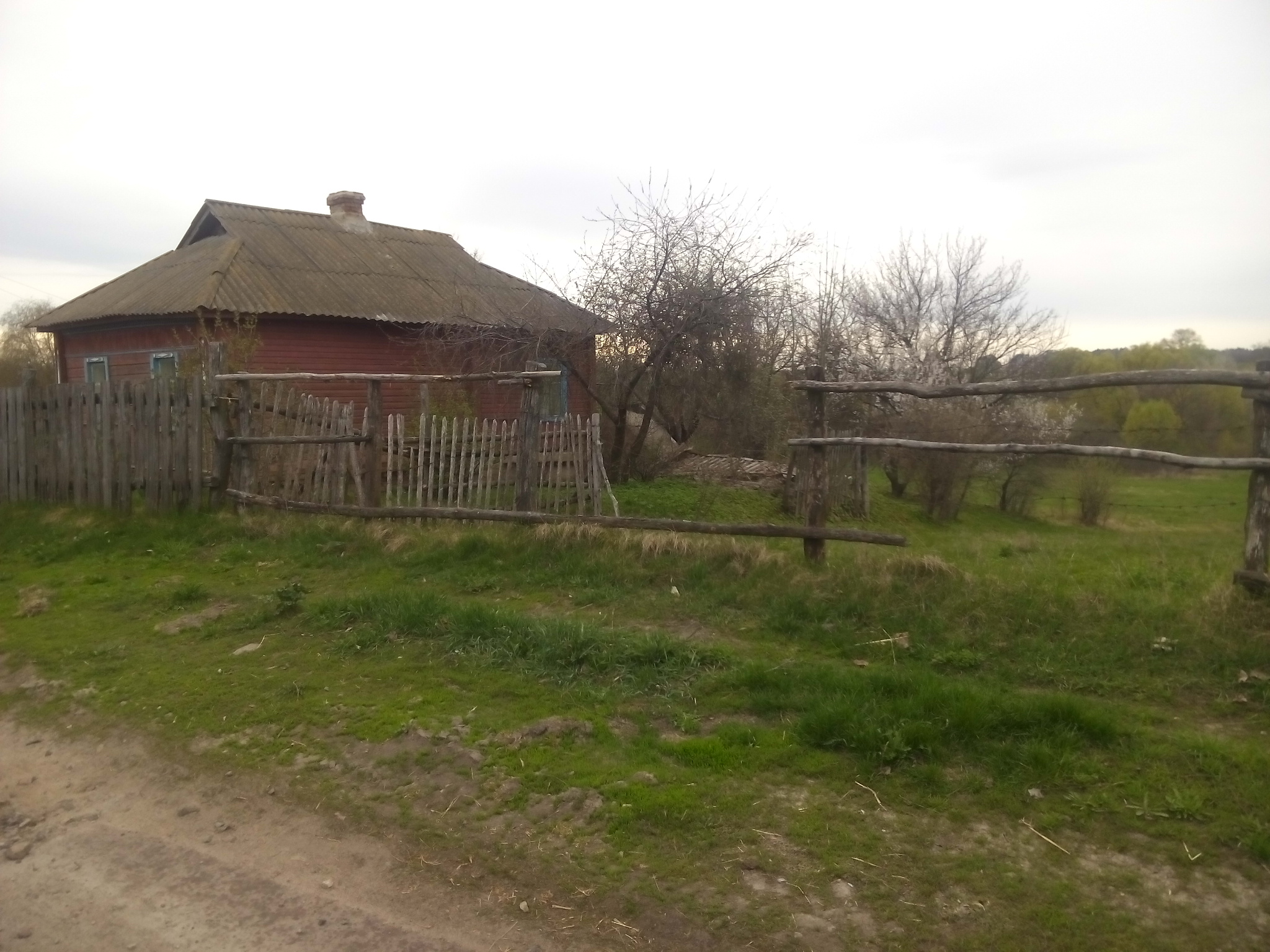
Типова поліська хата
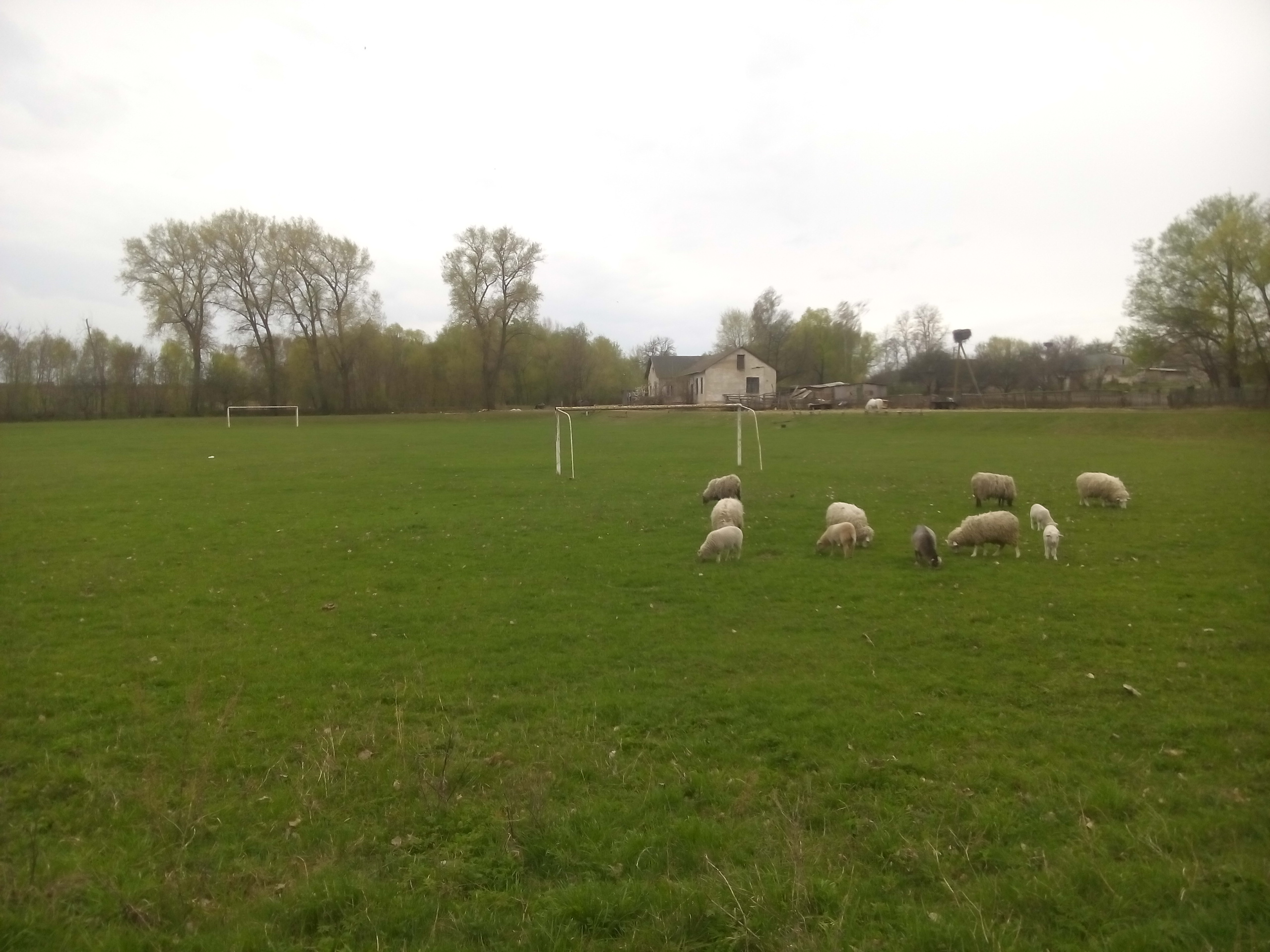
Овечки пасуться на футбольному полі
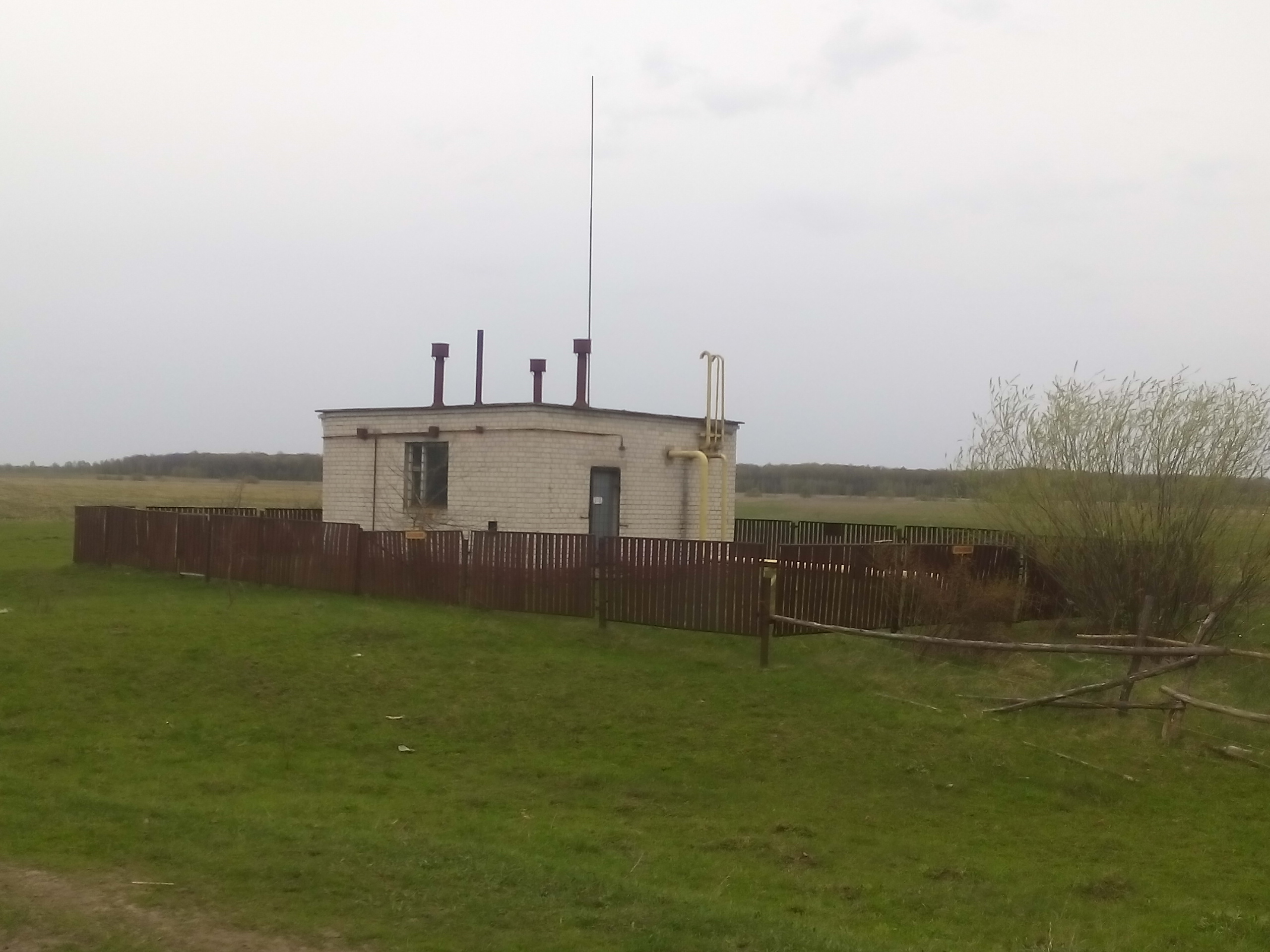
Газова станція
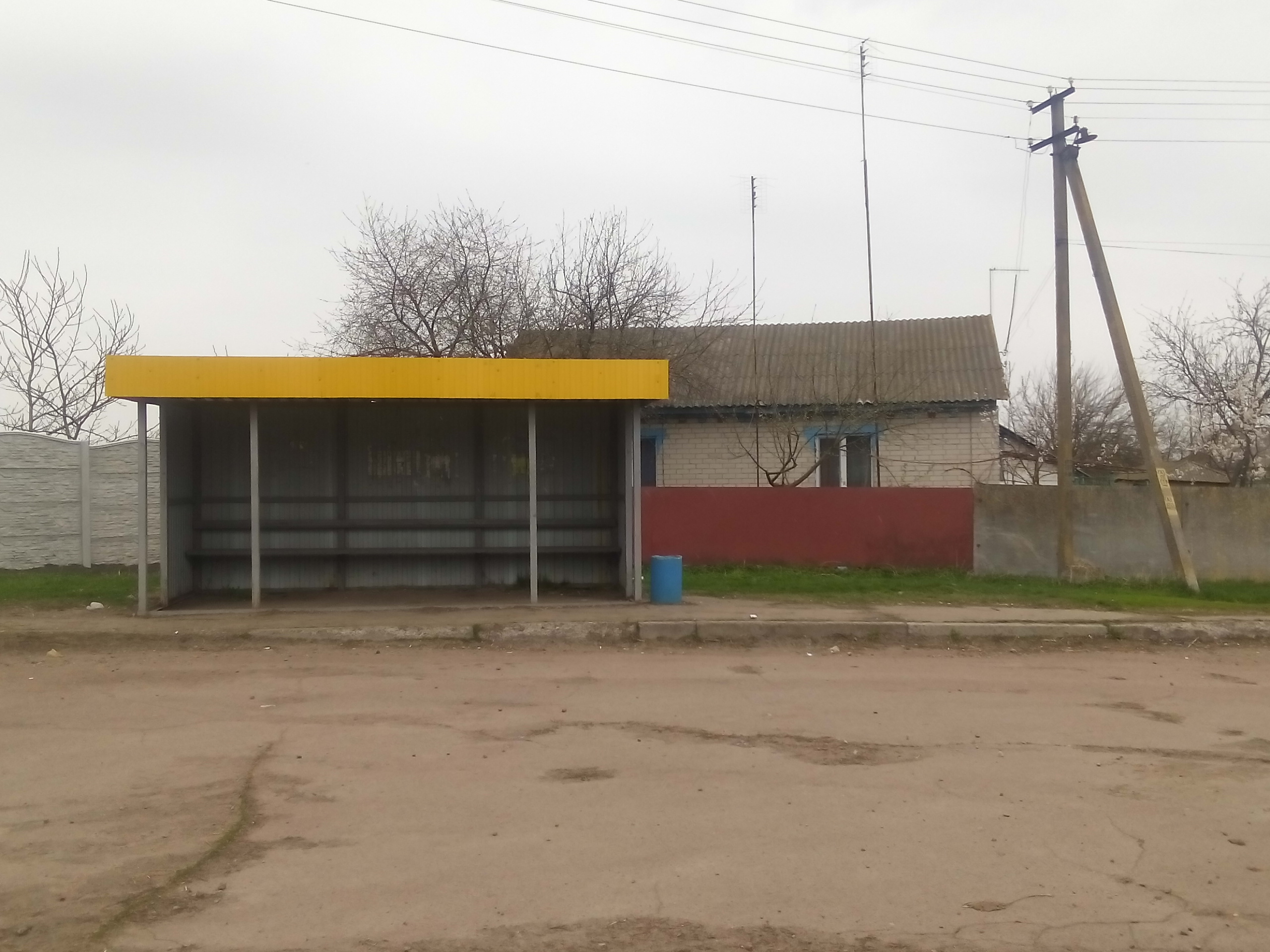
Нова автобусна зупинка
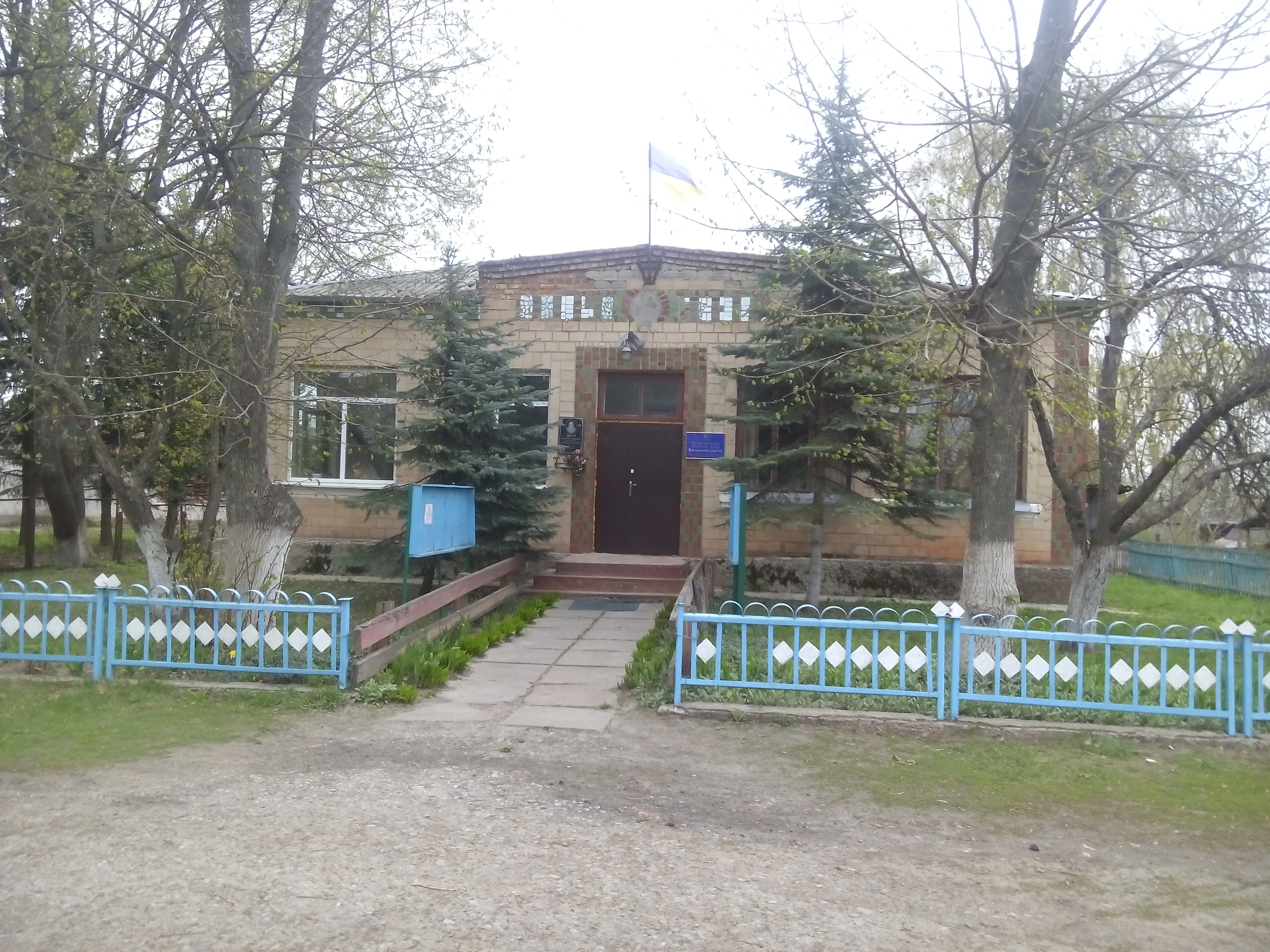
Сільрада
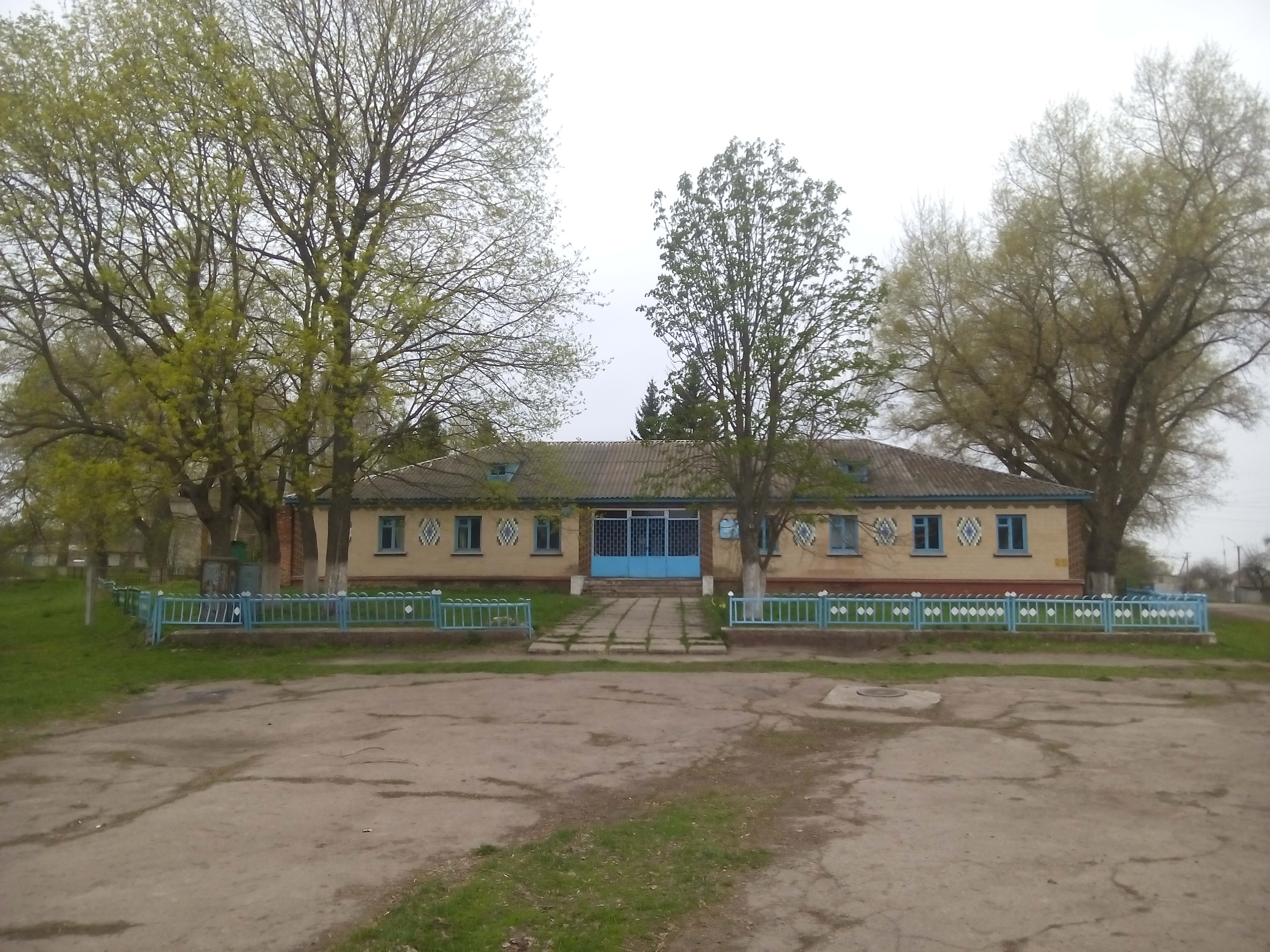
Клуб
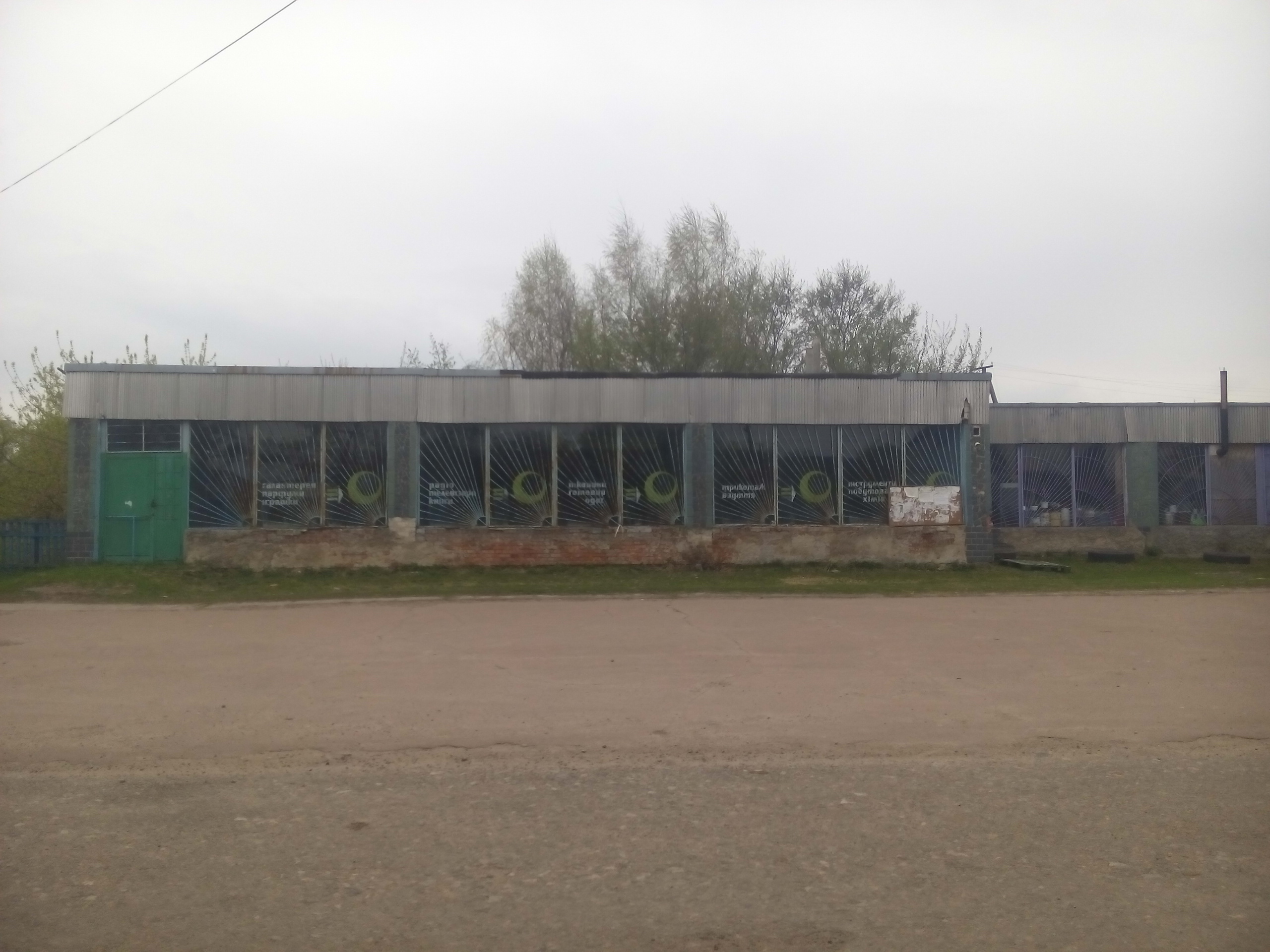
Магазин
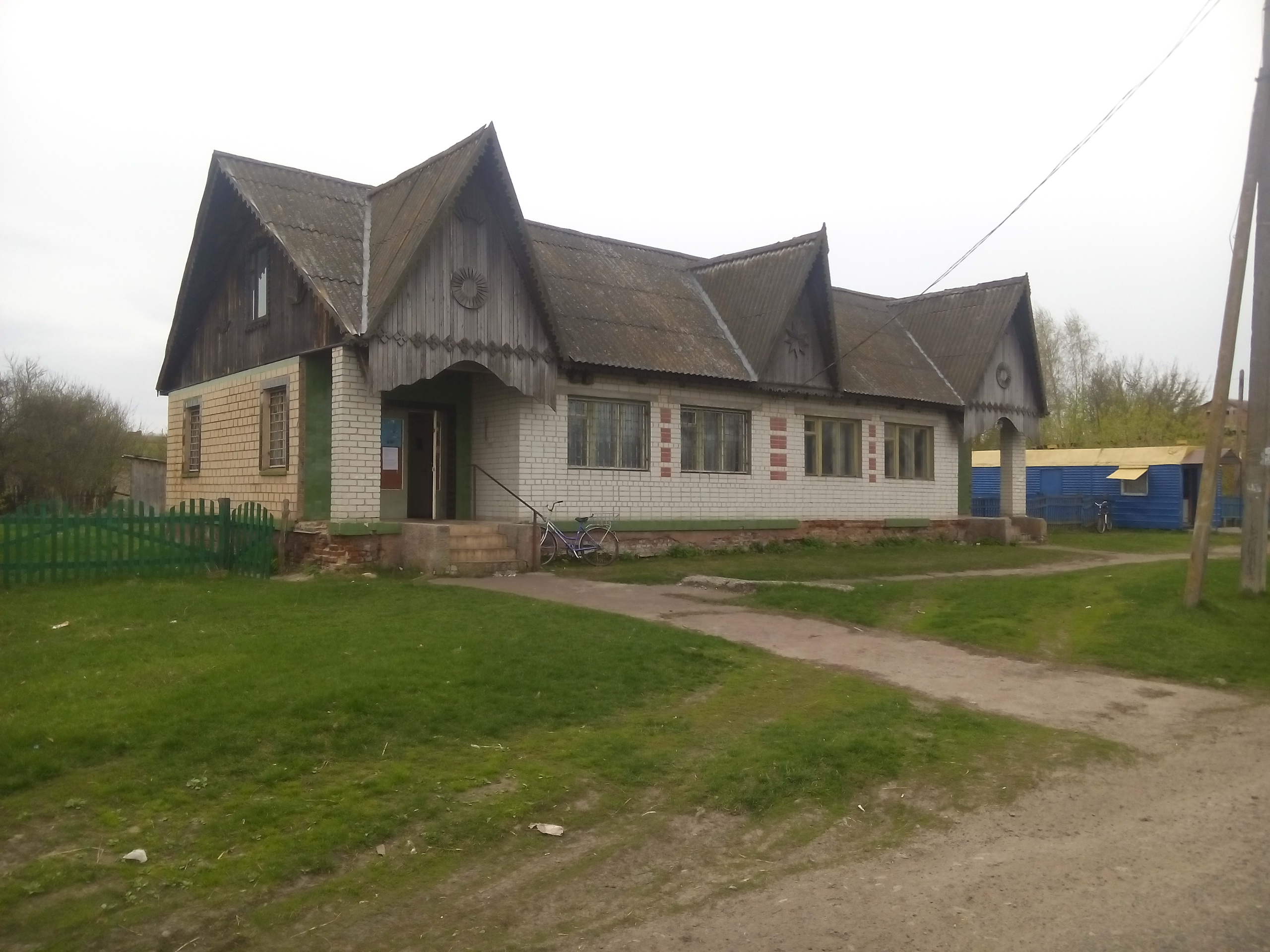
Відділення зв'язку
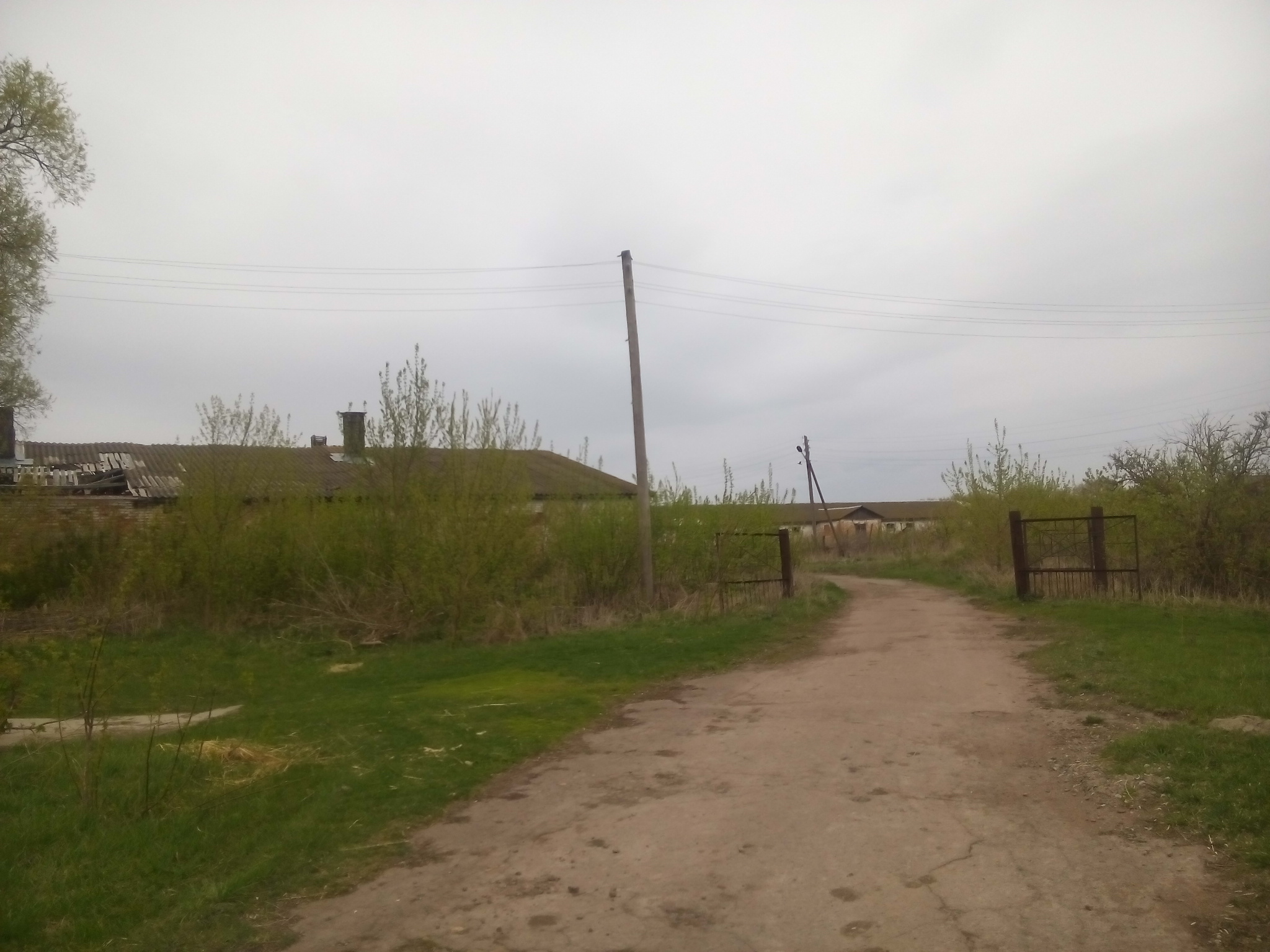
Покинуті ферми
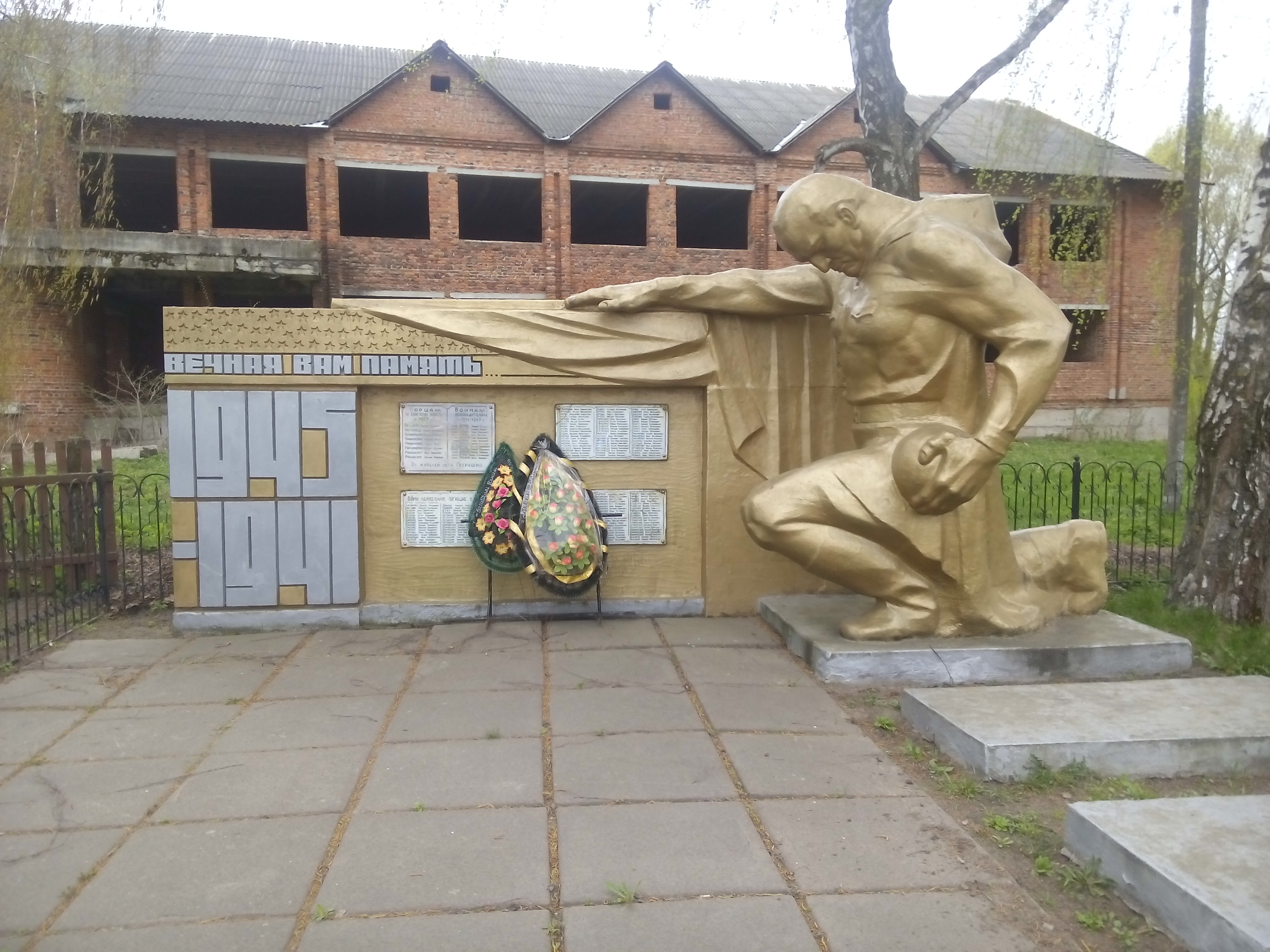
Пам'ятник
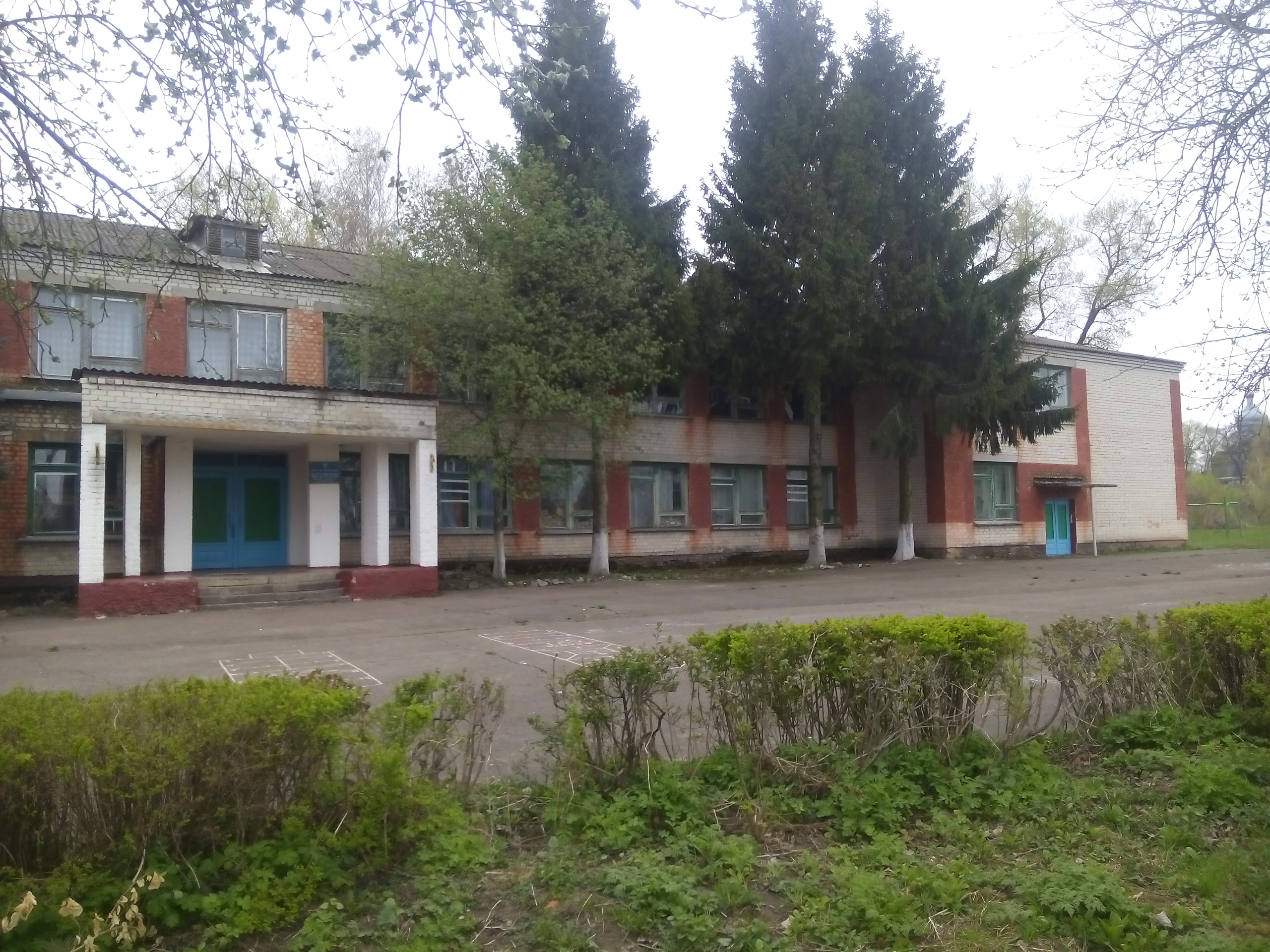
Школа
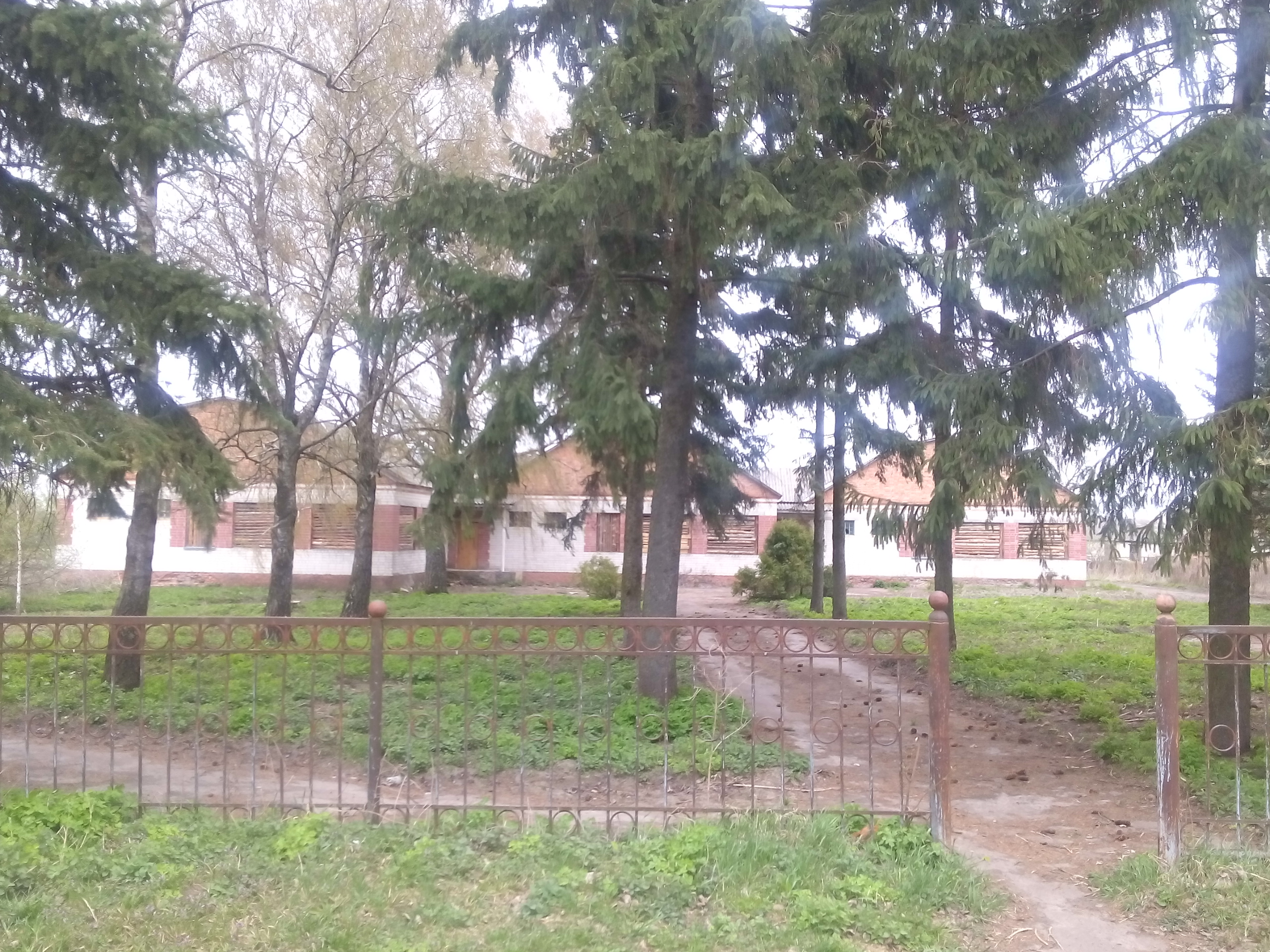
Покинуті будівлі
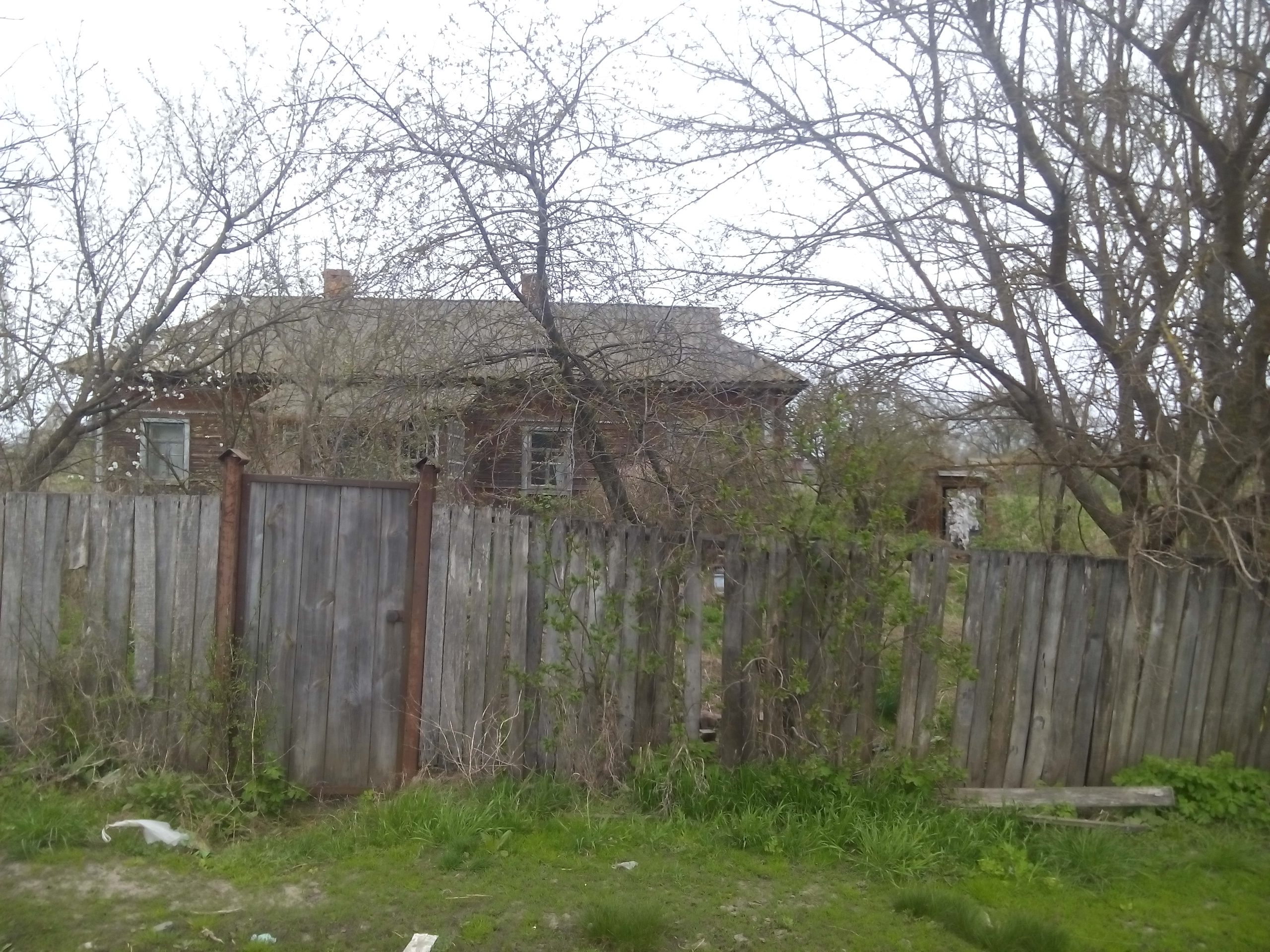
Покинута хата
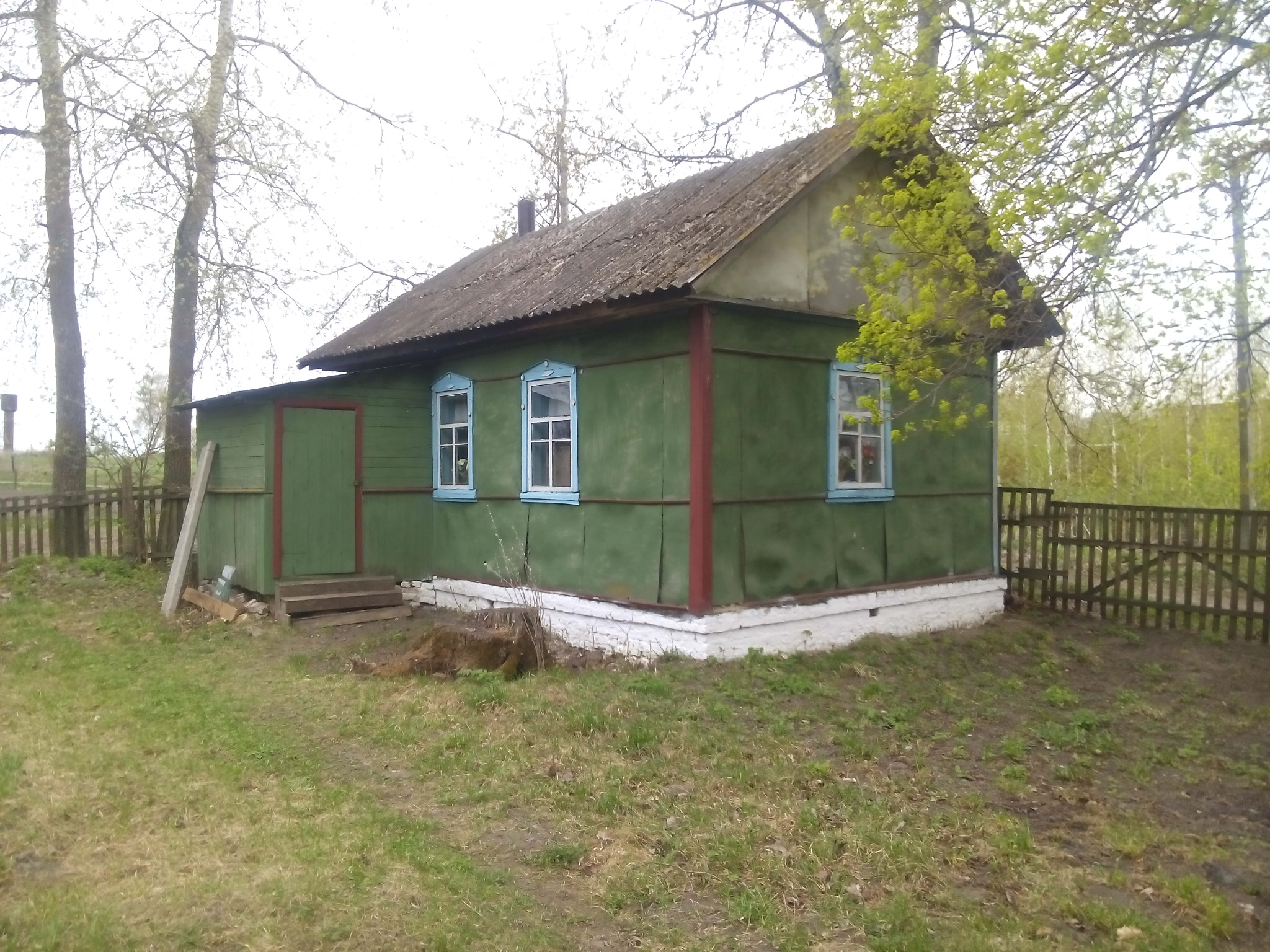
Петрушин. Церква Різдва Богородиці (XVII ст.). Будинок священника
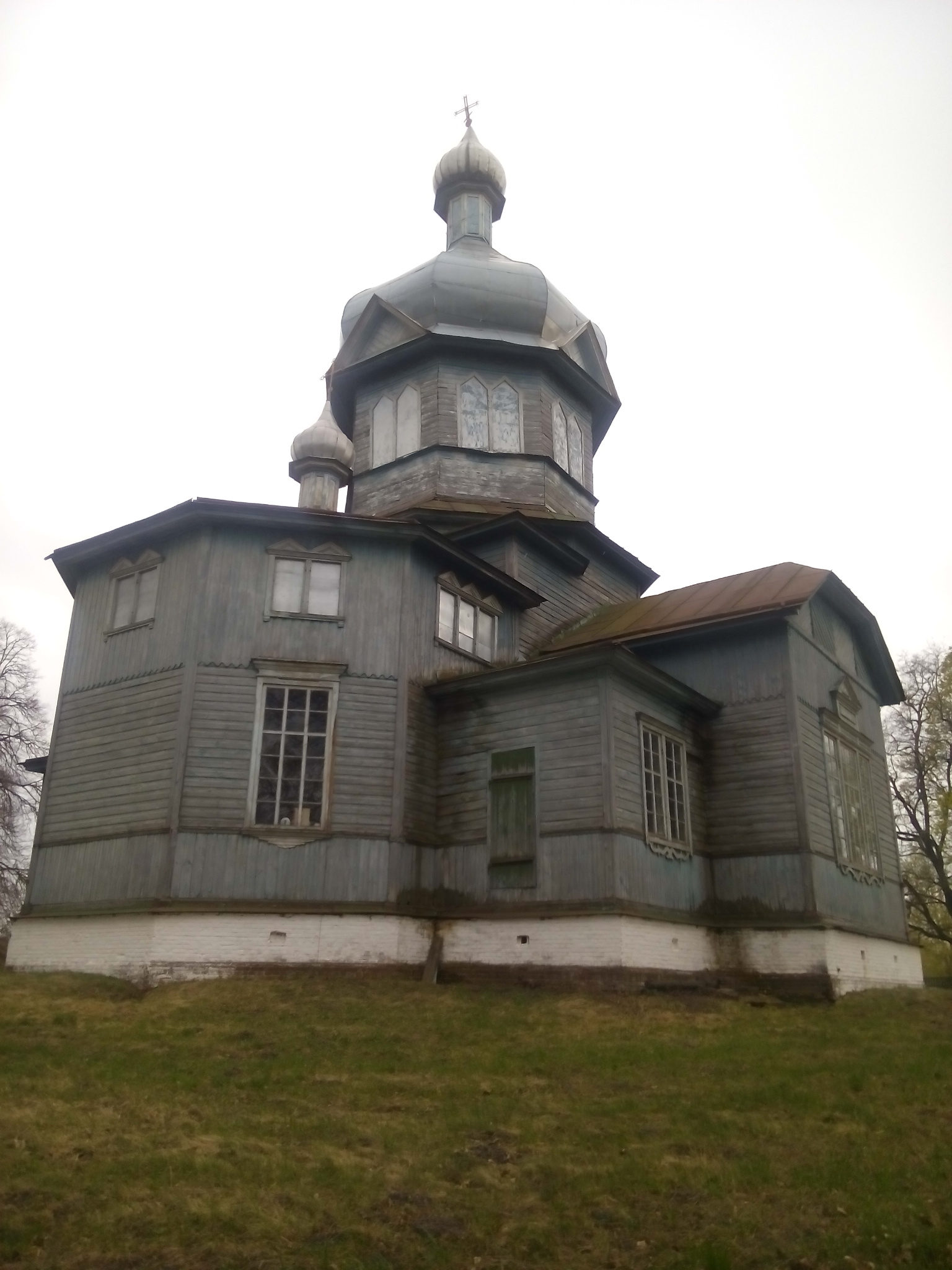
Петрушин. Церква Різдва Богородиці (XVII ст.)
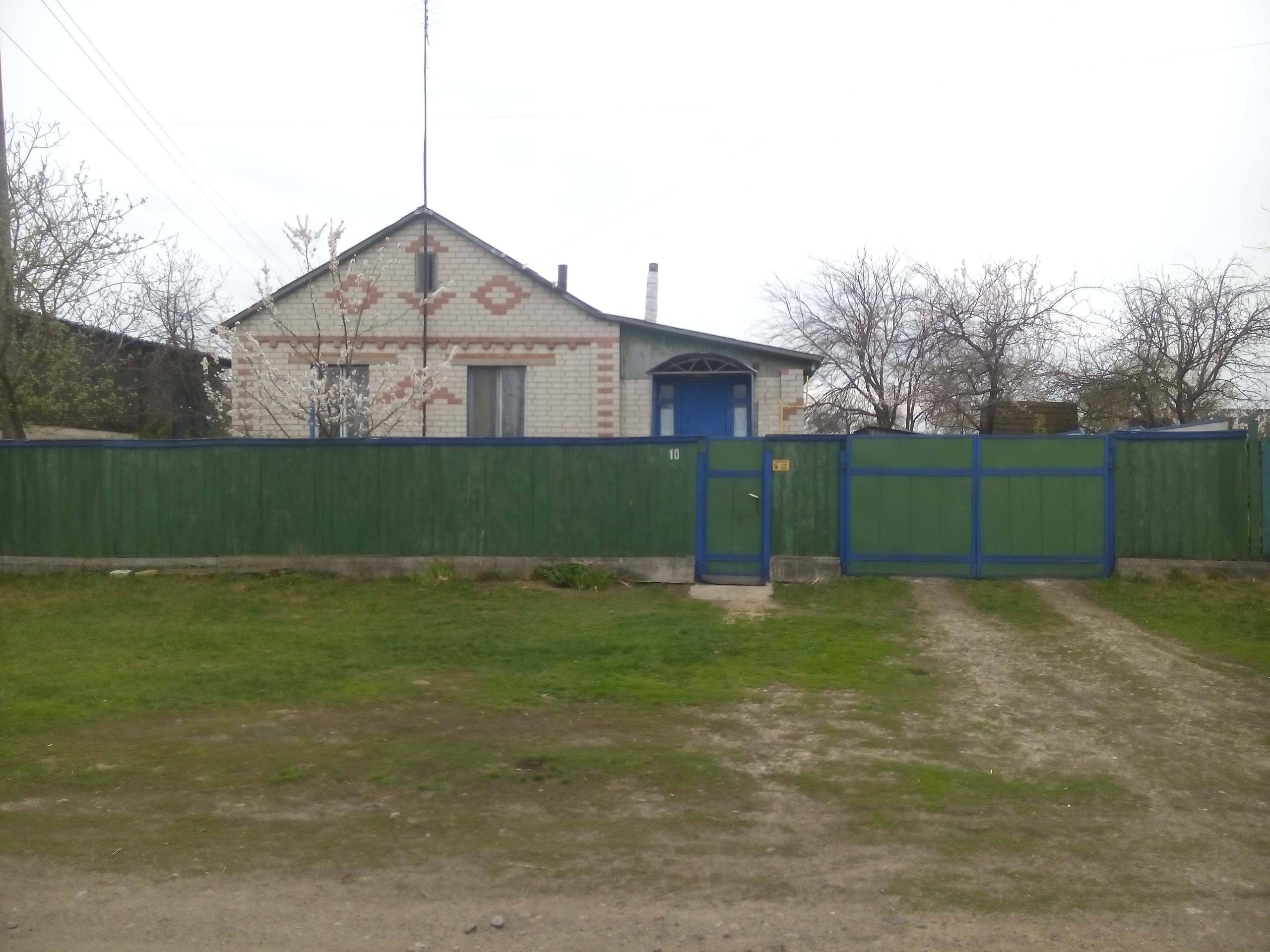
Нова хата (орієнтовно 1980-ті роки)

## Відомі люди
КАРПИНСЬКИЙ Олександр Павлович (1835—1881) — на рубежі 60-70-х років XIX ст. очолював губернське земство, дворянин. Завдяки його протекції в Петрушині, де він володів маєтком, було відкрито «Петрушинско-Черторейское ссудо-сберегательное товарищество» (існувало у 1873—1890 рр.), а також єдине на весь повіт міністерське 2-х класне початкове народне училище.
ЮЩЕНКО Данило Федорович (середина XIX — початок ХХ ст.) — народний умілець. На початку минулого століття власноруч збудував дерев'яний літак, з великими крилами і на колесах, на якому зробив невдале випробування. Його політ неодноразово описаний правнуком умільця, письменником В. Г. Дроздом.
КОСТЮК Степан Михайлович (1854—1908) — походив із заможних козаків, за власний кошт закінчив земську учительську семінарію. Очевидно, був першим учителем Петрушинського міністерського училища. Мав звання особистого почесного громадянина. Після закінчення викладання обирався попечителем училища, що свідчило про великий авторитет серед селян.
КОЛБАСІН Мина Григорович (1858—1911) — особистий почесний громадянин, з 1881 року і до самої смерті завідував міністерським училищем. З його ім'ям пов'язано становлення народної освіти в Петрушині. Користувався величезним авторитетом у місцевого населення.
ГАЙМАНОВСЬКИЙ Микола Федорович (1862—1920) — ієрей, настоятель Петрушинської церкви Різдва Богородиці з 1890 до 1920 року. Видатна особистість. Його шанували навіть ті, хто ніколи в Бога не вірив. За ініціативи Миколи Федоровича в 1910 році збудовано нову церкву і нове училище. Сам він деякий час навіть виконував обов'язки завідувача училища, пізніше організував при церкві парафіяльну школу.
КОСТЮК Павло Михайлович (1874—1950) — все життя віддав педагогіці. Вчителювати почав у 1895 році, а з 1922-го і до самої смерті беззмінно працював у Петрушинській школі. Посаджений ним сад і сьогодні росте на території старої школи.
СЕРИЧЕНКО Олександр Сергійович (1880—1929) — кавалер чотирьох Георгіївських хрестів, очолював перший сільський ревком, волосний виконком, працював у повітових установах.
МАРТИНЕНКО Олександр Федорович (1887—1968) — розповсюджував книги, відомий на весь Радянський Союз книгоноша. В 1957 році у Москві вийшла його книжка «С книгой по жизни», у якій описав свою працю книгоноші. Після війни деякий час очолював сільську раду. Став прототипом одного з образів оповідання В. Дрозда «Спектакль» — Калайди.
БАРБАШ Гліб Степанович (1914—2001) — більше 30 років віддав Петрушинській школі, з них 10 — на посаді директора (1957—1967). Пройшов всю війну, займав надзвичайно активну громадську позицію. Користувався великим авторитетом серед односельців.
ЗІНЧЕНКО Гліб Сидорович — завідувач рільничого відділення № 1 за трудові успіхи нагороджений орденом Леніна.
- Дрозд Володимир Григорович (1939—2003) — український письменник, лауреат Шевченківської та багатьох інших літературних премій. В повісті «Пришестя» (1996 р.) детально описав свої дитячі роки в Петрушині — воєнні і перші повоєнні. Фрагменти петрушинської історії, а також власної біографії постійно зустрічаються в його творах (роман «Листя землі», оповідання «Колесо» та багато інших).

- Сергієнко Андрій Сергійович — солдат Збройних сил України, учасник російсько-української війни, Герой України (2024).